# Gmina Lyngby-Tårbæk
Gmina Lyngby-Tårbæk (duń. Lyngby-Tårbæk Kommune) – jedna z gmin w Danii w regionie stołecznym (do 2007 r. w okręgu Kopenhagi (Københavns Amt)).
Siedzibą władz gminy jest Kongens Lyngby. 
Gmina Lyngby-Tårbæk została utworzona 1 kwietnia 1970 r. na mocy reformy podziału administracyjnego Danii. Kolejna reforma w 2007 r. potwierdziła status gminy.

## Dane liczbowe
- Liczba ludności: (♀ 24 600 + ♂ 27 011) = 51 611
  - wiek 0-6: 8,3%
  - wiek 7-16: 11,6%
  - wiek 17-66: 61,8%
  - wiek 67+: 18,3%
- zagęszczenie ludności: 1358,2 osób/km²
- bezrobocie: 3,7% osób w wieku 17-66 lat
- cudzoziemcy z UE, Skandynawii i USA: 288 na 10.000 osób
- cudzoziemcy z krajów Trzeciego Świata: 317 na 10.000 osób
- liczba szkół podstawowych: 10 (liczba klas: 246)